# ノーマ (レストラン)
ノーマ（noma）は、デンマーク・コペンハーゲンにあるレストラン。2003年に開店し、レネ・レゼピがシェフ長を務める。店名はデンマーク語の「nordisk」（北欧の）と「mad」（料理）を組み合わせた造語である。その独創性や革新性によって知られている。2010年・2011年・2012年・2014年・2021年にはレストラン誌の「世界のベストレストラン50」で第1位に選出された。後述の通り2024年末をもって店舗としては一区切りつけ、食のイノベーションを模索する実験的なキッチンに生まれ変わる予定となっている。

## 歴史

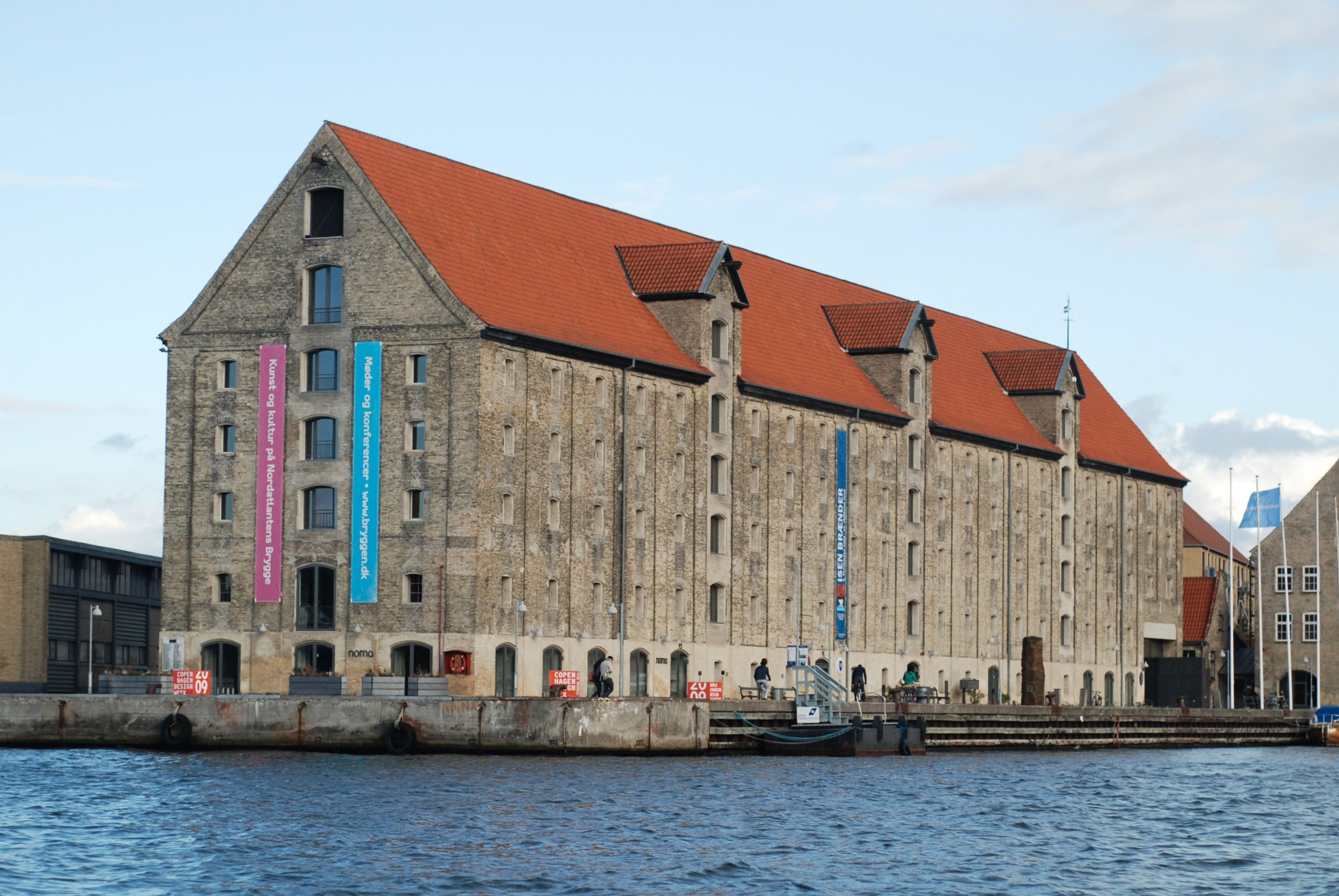
「ノーマ」が入居する北大西洋ハウス

コペンハーゲン中心部のクリスチャンシャオン地区、ウォーターフロントにある北大西洋ハウス（かつては倉庫）にレストランがある。1800年代に建てられたこの建物はグリーンランド貿易スクエアに位置しており、ここは200年間もフェロー諸島、ノルウェー北端のフィンマルク県、アイスランド、特にグリーンランドとの貿易の中心地だった。干魚、塩漬けニシン、鯨油、鯨皮などが倉庫周辺に保管され、やがてヨーロッパの市場に出荷された。2003年にこの倉庫が北大西洋ハウスという文化芸術施設に転換されると、同時期に料理人のレネ・レゼピと実業家のクラウス・メイヤーによって「ノーマ」が開店した 。内装はスペース・コペンハーゲン設計事務所が手掛けている。
2004年、レゼピとマイヤーは「新北欧料理のためのマニフェスト」を発表し、「私たちの地域を思い起こさせる、純粋さ、新鮮さ、シンプルさ、道徳を表現すること」や「自給自足されてきたローカルな食材を高品質な地方産品に」などの10か条を定めた。このマニフェストは北欧諸国閣僚評議会で採択されるなど受け入れられ、アメリカ合衆国のタイム誌には「ノマノミクス」という記事が掲載された。この記事によると、「ノーマ」の影響でデンマークを訪れる観光客が増えた上に、農家や漁業者なども恩恵を受けているという。2008年にはレゼピが国際ガストロノミー会議で年間最優秀料理人に選ばれた。同年の「ノーマ」は旅行サイトのトリップアドバイザーが選出する世界最優秀レストランに選ばれている。
デンマーク食品管理局の報告書によると、2013年2月12日から16日にノーマで食事をした435人の客のうち63人が食中毒の症状を訴えた。これらの症状はノロウイルスに起因し、先に感染していた厨房のスタッフから意図せずに感染したとされている。2013年10月6日にはCNNの料理番組「アンソニー・ボーデイン世界紀行」シーズン2エピソード4で取り上げられた。
2012年7月28日から8月6日、イギリス・ロンドンのメイフェア地区にあるホテル「クラリッジス」に10日間限定の仮店舗を開設した。一方で、7月22日から8月13日の間、コペンハーゲンのレストランは改装工事のために休業した。レゼピやマット・オーランドを中心とするレストランのスタッフは、生きたアリを使用する象徴的な料理のほかに、スコーン、クロテッドクリーム、ランカシャー・ホットポットなどイギリス料理のアレンジを含む9品（195ポンド）を提供した。
2014年3月29日、ノーマは2015年初頭の2か月間日本に一時移転すると発表した。この際には1月9日から2月14日まで、東京・日本橋のホテル「マンダリン・オリエンタル東京」に期間限定レストランを構えている。予約開始から1日で3,600人のリストが埋まり、ウェイティングリストは62,000人に達した。客は日本国内以外に、台湾、シンガポール、オーストラリア、イラン、アラブ首長国連邦などからもやってきた。2015年7月24日、ノーマはレストランが2016年初頭の10週間にかけてオーストラリアに一時移転すると発表した。
2015年にはピエール・デュシャンによってドキュメンタリー映画『ノーマ、世界を変える料理』が、2016年にはモーリス・デッカーズによって『ノーマ東京　世界一のレストランが日本にやって来た』が製作された。海岸倉庫街にあるノーマは2016年12月31日に閉店し、2017年にコペンハーゲン近くの都市型農場で再開店する予定である。
しかし2020年に本格化した新型コロナウイルス感染症の世界的流行で飲食業が打撃を受ける中、シェフ長で創業者のレネ・レゼピは次なる構想を開始。ノーマは2024年末をもって閉店し、『ノーマ3.0』と称した『食のイノベーションに向けた作業や、新しいフレーバーの開発を目的とした先駆的な実験キッチン、巨大な実験室』が作られる。また閉店後も臨時にゲストを迎え入れる機会は作る方向とも報じられている。

## 特徴

### メニュー

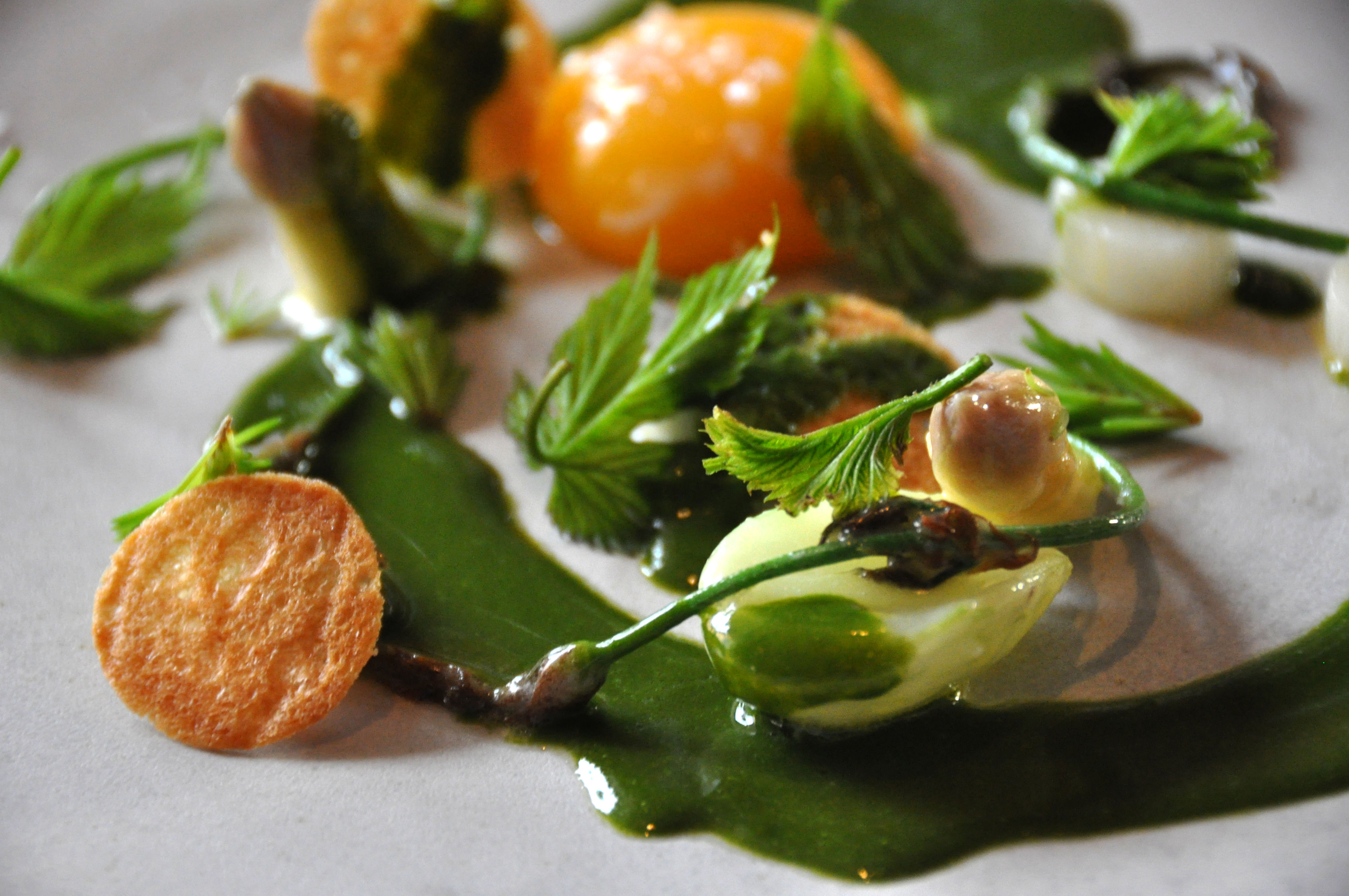
ポーチドエッグの卵黄とクルマバソウのソースを添えたホワイトアスパラガス

「ノーマ」が提供する料理は北欧料理またはスカンディナビア料理である。スカンディナビア半島で採れた食材しか使用しておらず、狩猟採取の文化の原理を持つとされる。北欧ではレモンなど温帯性の植物を栽培できないため、生きたアリを料理に用いてアリの放つ酸を柑橘類の代替物として使用することがある。メイヤーによる書籍『Noma – Nordic Cuisine』によると、「ノーマ」の料理には北欧の伝統的なそれよりも多くの解釈が与えられている。代表的なメニューに「雌鶏と卵」がある。「世界で最も予約の難しいレストランのひとつ」とされる。

### スタッフ
シェフ長で創業者のレネ・レゼピは、かつてアメリカ合衆国のフレンチ・ランドリー、スペインのエル・ブジ、コペンハーゲンのKong Hans KælderとLe Jardin des Sensで働いた経験がある。料理担当のシェフはDaniel Giustiである。ファット・ダックで働いていた時にレゼピと出会ったMatt Orlandoも「ノーマ」でシェフを務めていたが、2014年に「ノーマ」を離れて独立した。ソムリエはノルウェー人のMads Kleppeである。
仕上げ用のキッチン、仕込み用のキッチン、実験ラボという3つのキッチンを持つ。

## 評価

### ミシュランガイド
ミシュランガイドでは2008年に初めて2つ星を獲得し、2016年まで2つ星を継続している。
- 2008年 - 2つ星
- 2009年 - 2つ星
- 2010年 - 2つ星
- 2011年 - 2つ星
- 2012年 - 2つ星

- 2013年 - 2つ星
- 2014年 - 2つ星
- 2015年 - 2つ星
- 2016年 - 2つ星

### 世界のベストレストラン50
2006年から2009年まで、レストラン誌の「世界のベストレストラン50」では4年連続で「エル・ブジ」が第1位を獲得していたが、2010年には「ノーマ」が第1位となった。この時期の「ノーマ」は新北欧料理（ニュー・ノルディック・キュイジーヌ）の運動の旗手とされていた。エル・ブジが休業した2011年には2年連続で「世界のベストレストラン50」第1位となった。2012年には3年連続で第1位となり、レストラン誌は「ノーマは新北欧料理運動の定評ある運び屋である」と評し、細部へのこだわりや革新的なアプローチを称賛した。海や森で獲れた地元の食材や季節的な食材を使用することも評価された。2013年にはスペインのアル・サリェー・ダ・カン・ロカに次ぐ第2位となった。2014年には再び「ノーマ」が第1位となった。2015年には第3位だった。
- 2007年 - 第15位
- 2008年 - 第10位
- 2009年 - 第3位、シェフズ・チョイス賞
- 2010年 - 第1位[41]
- 2011年 - 第1位[42]

- 2012年 - 第1位[43]
- 2013年 - 第2位[44]
- 2014年 - 第1位[39]
- 2015年 - 第3位[40]

## ギャラリー

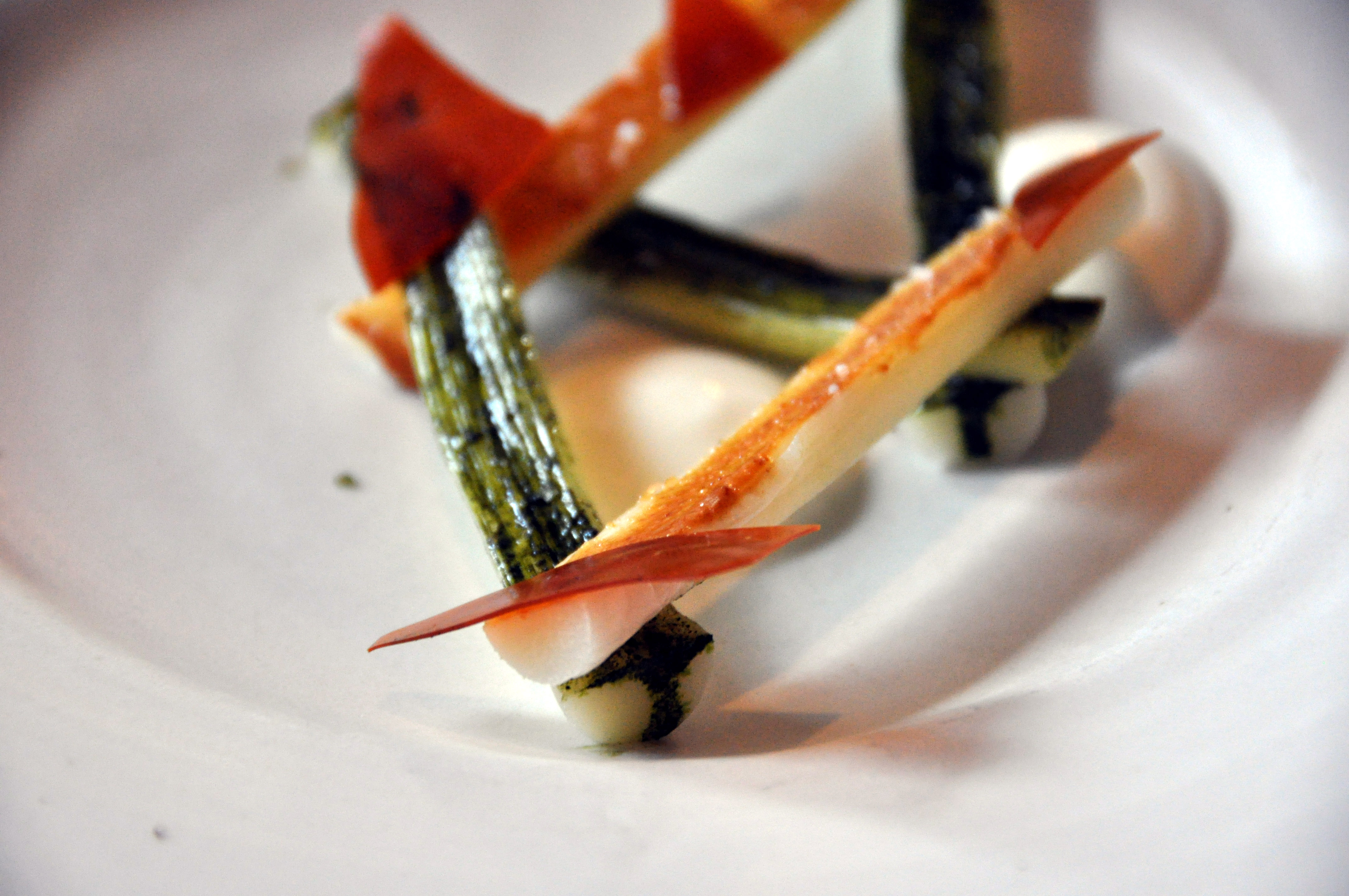
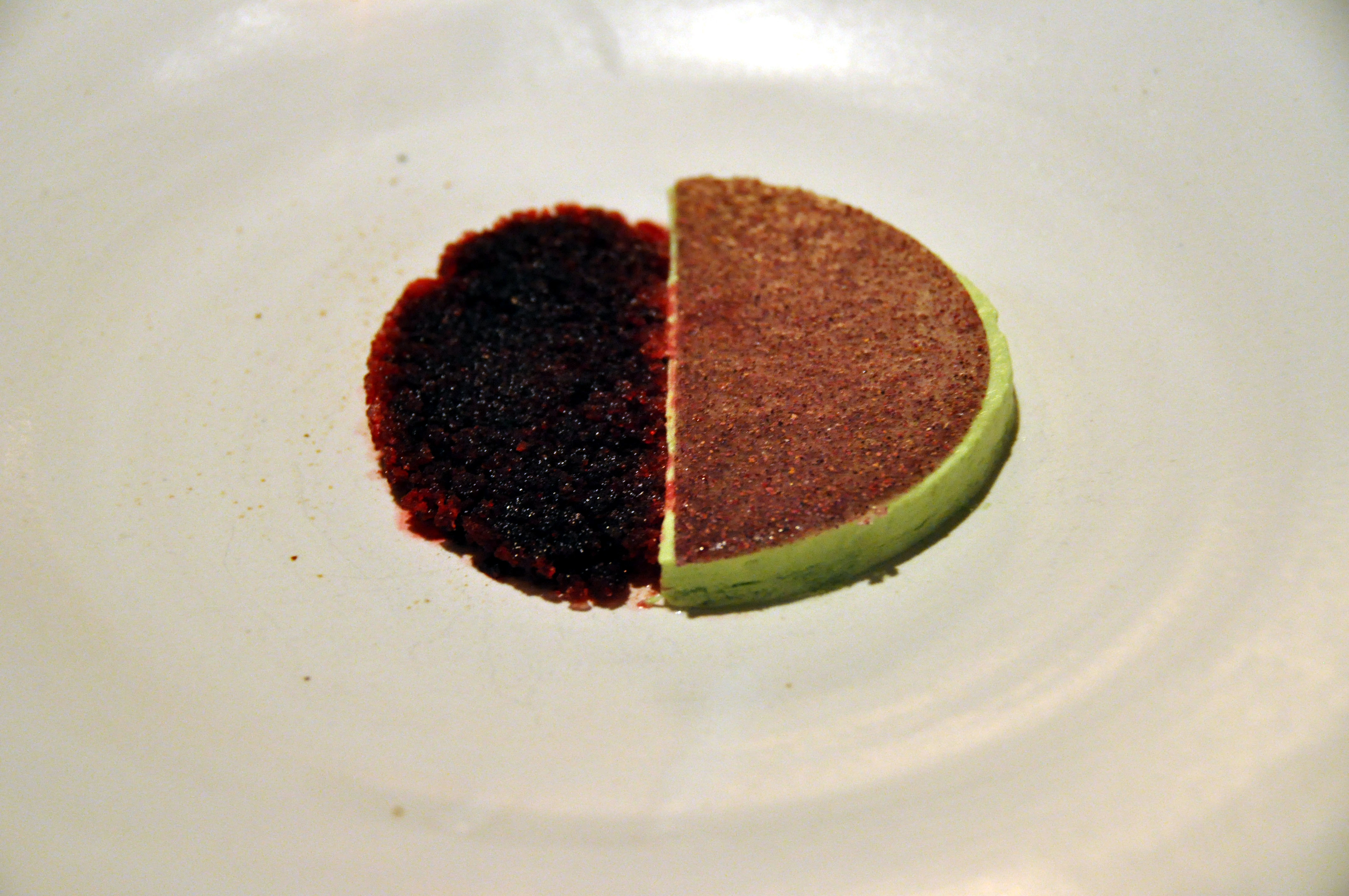
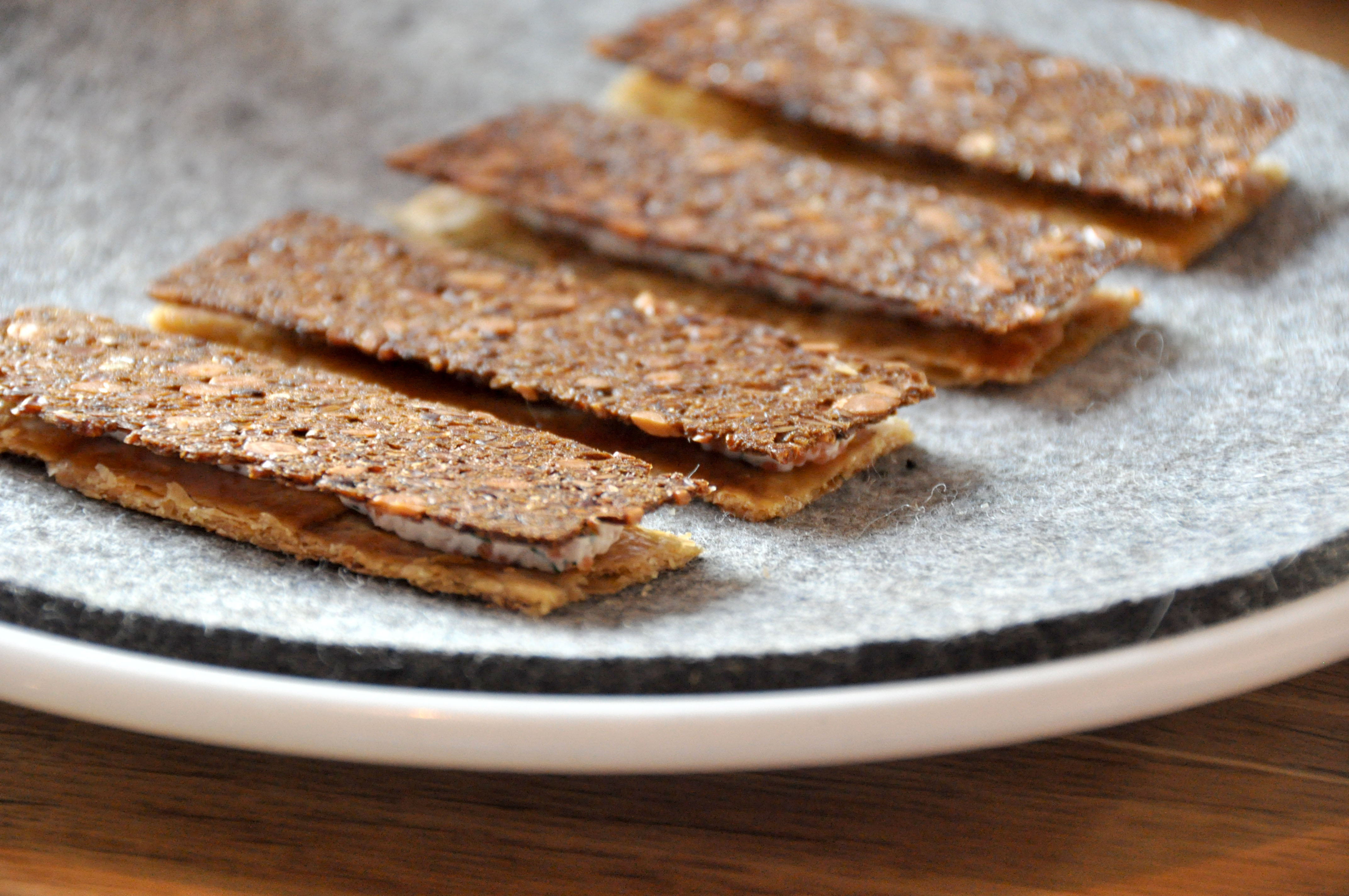
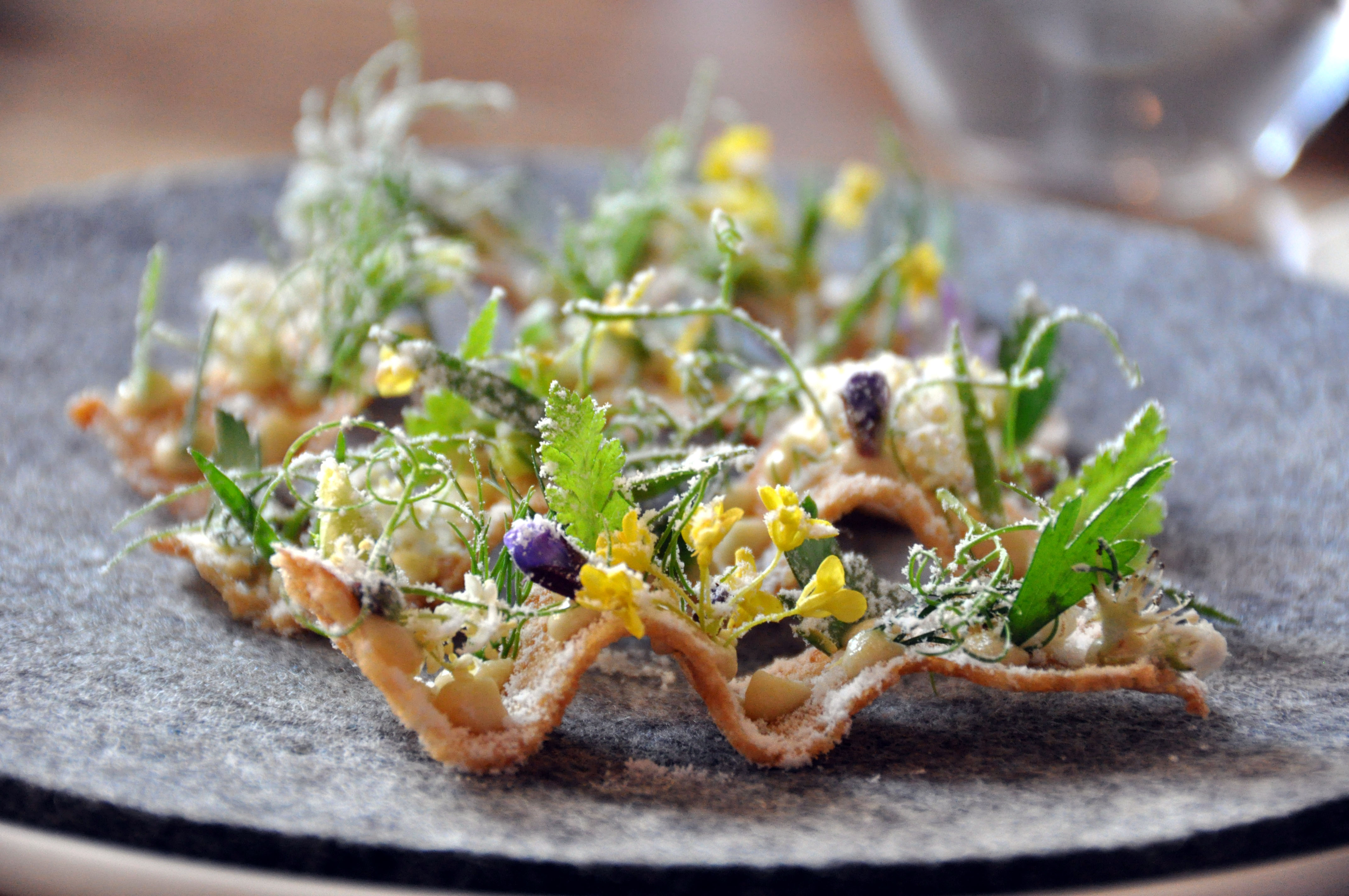
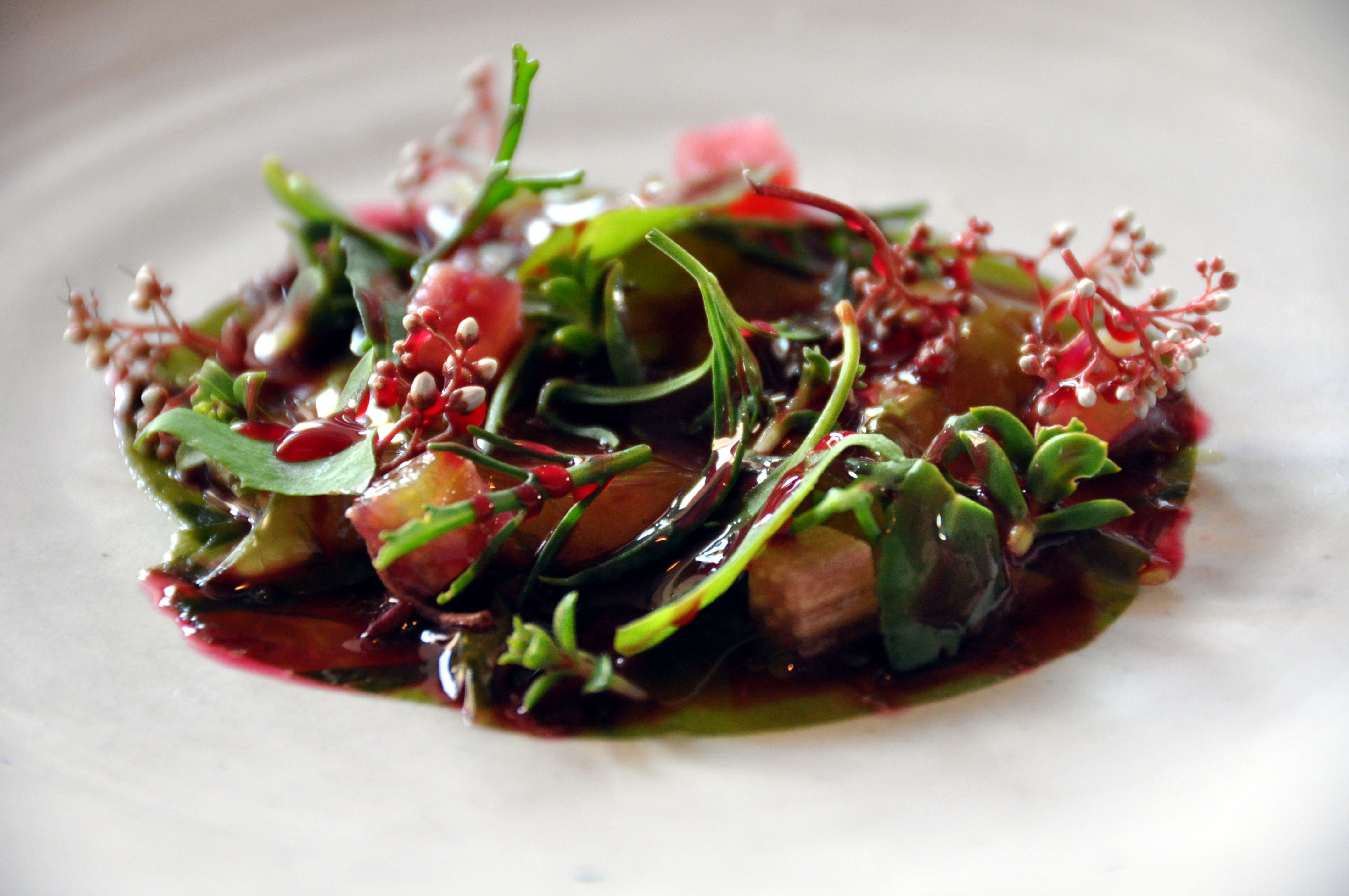
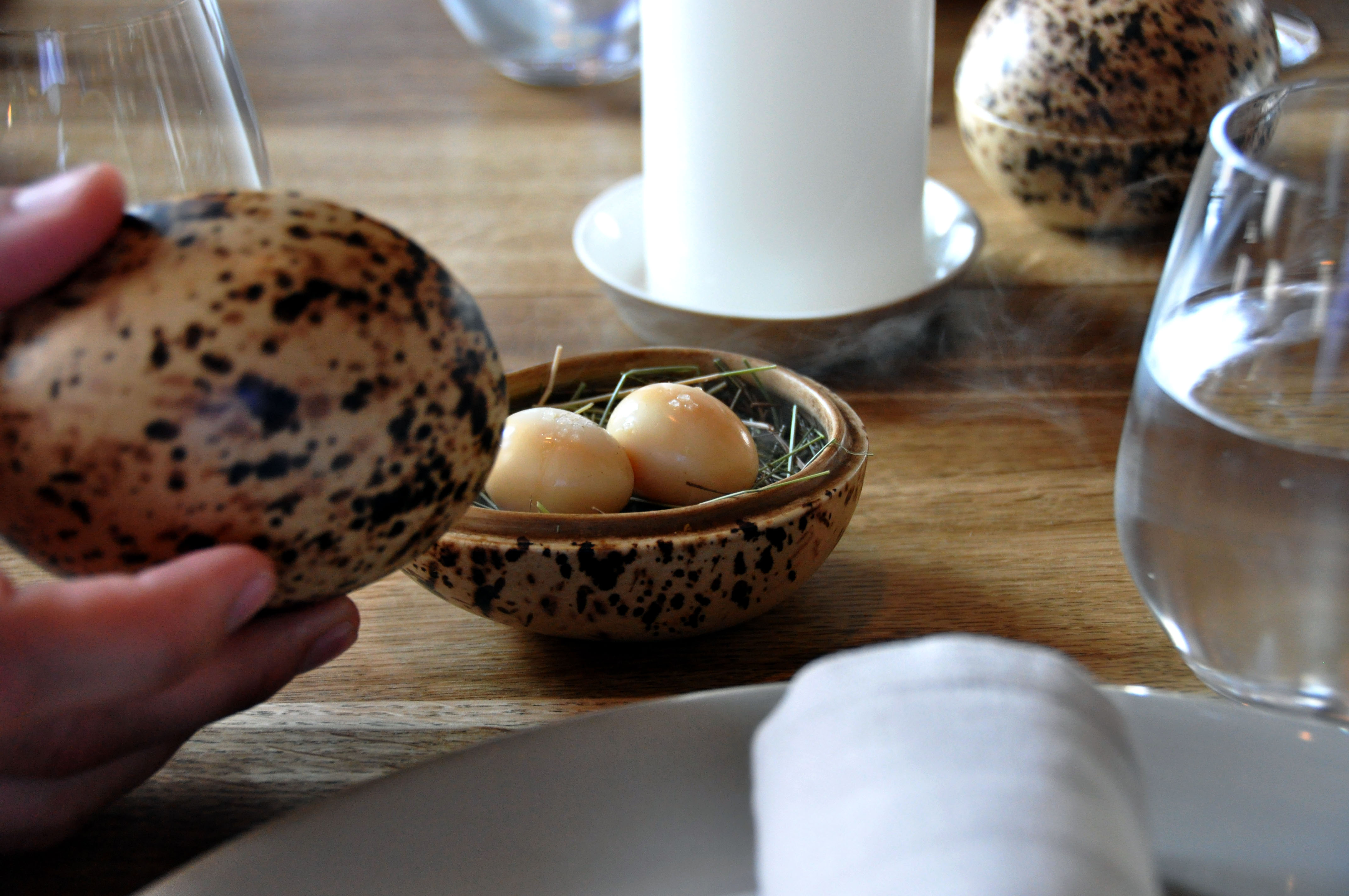
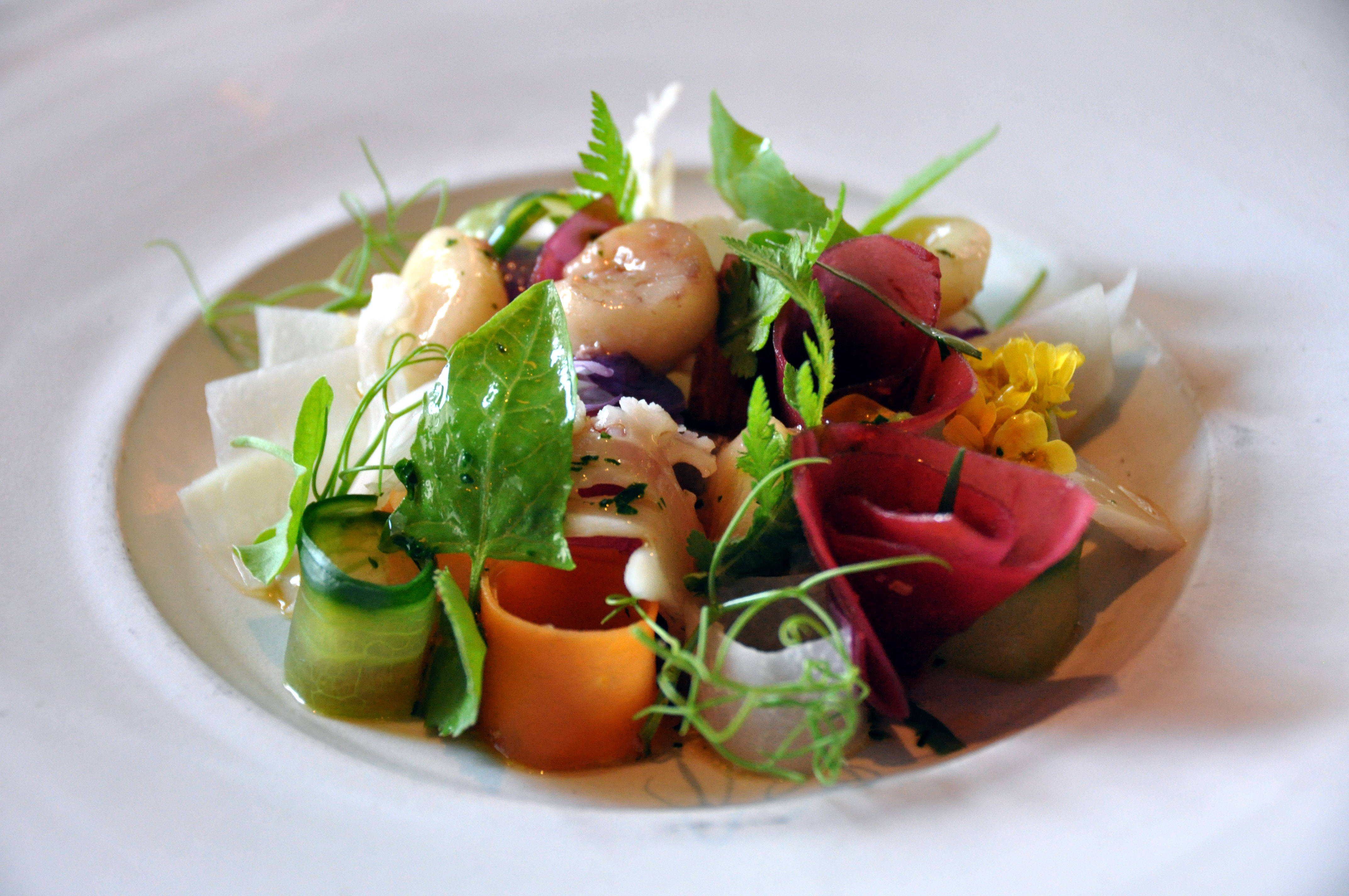
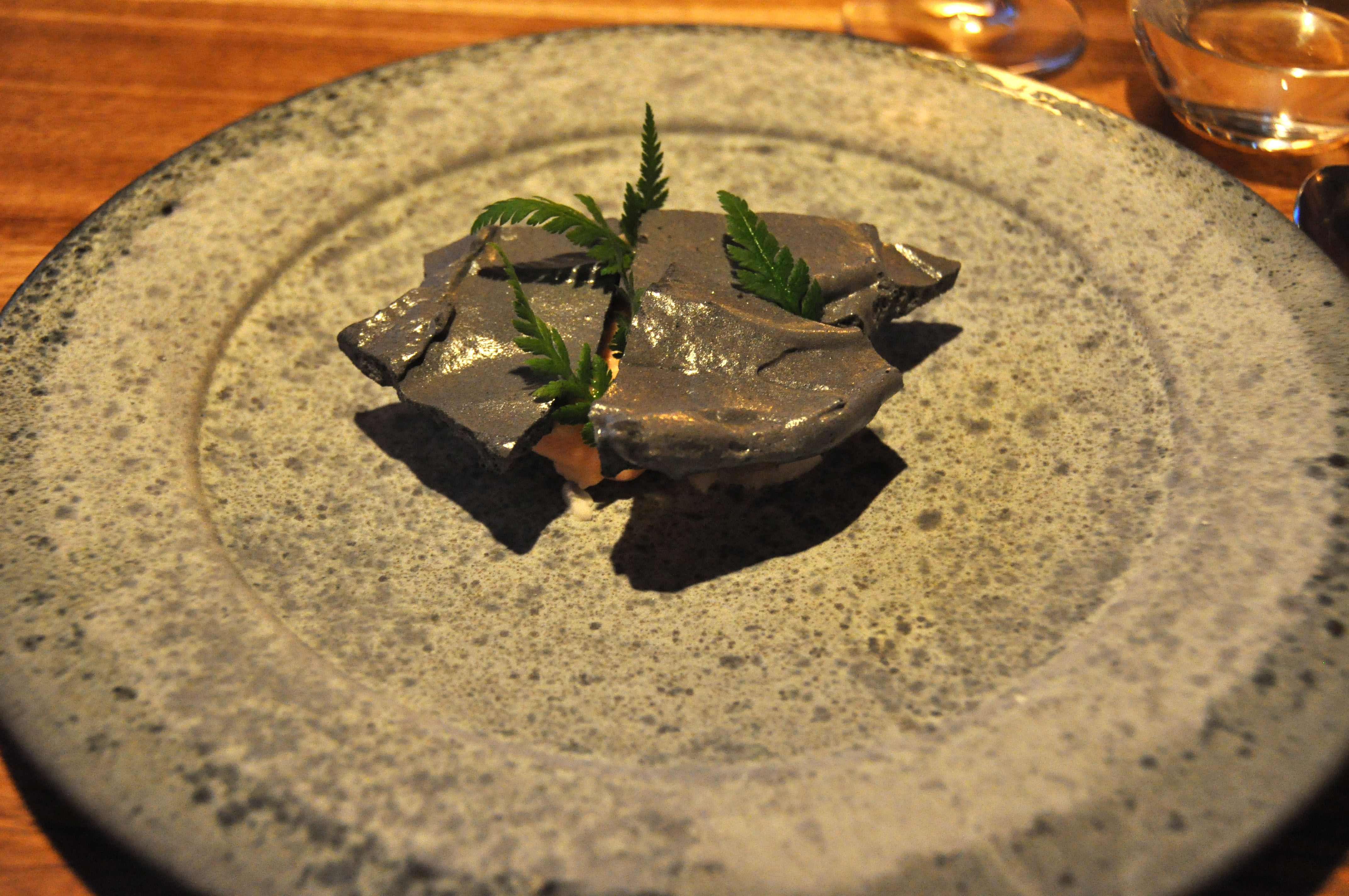